# Zdenka Datheil
Nelly Zdenka Arnoštová dite Zdenka Datheil, née à Prague (Autriche-Hongrie) le 26 décembre 1908 et morte le 27 août 2000 à Goussonville, est une peintre, graveuse et photographe française d'origine tchécoslovaque.

## Biographie
Nelly Zdenka Arnoštová commence sa carrière en tant que décoratrice pour le Théâtre de national de Prague. En 1939, elle fuit la guerre et trouve refuge à Belgrade. De retour à Prague en 1945, elle arrive à Paris l'année suivante, signant ses tableaux et ses gravures de son nom de jeune fille (« Nelly Arnoštová »), par exemple à la librairie Palmes (1950), puis simplement « Datheil » à partir de 1961.
Après un séjour en Espagne, elle épouse en 1957 le poète Raymond Datheil, rencontré cinq ans plus tôt, et est naturalisée française. Ensemble, ils traduisent l'œuvre majeure de Joseph Bor, Le Requiem de Terezin (Robert Laffont, 1965). Zdenka Datheil a également traduit en français des poètes slovaques comme Krista Bendova (Gründ, 1966).
En 1969, elle expose à la galerie de l'Université (Paris), son catalogue est préfacé par Max-Pol Fouchet ; la même année, lui est décerné le grand prix des beaux-arts de la Ville de Paris pour son œuvre.
Entre 1977 et 1998, elle expose régulièrement en Suisse, dont au Musée cantonal des beaux-arts de Lausanne (1980).
Elle fait don en 2000 du « fonds Raymond Datheil » à la bibliothèque littéraire Jacques-Doucet.
Elle est inhumée, aux côtés de son époux, au cimetière de Saint-Étienne-la-Geneste,.

## Œuvre
L'œuvre graphique de Zdenka Datheil comprend des huiles sur toile et sur panneau, des aquarelles, des dessins à l'encre, des gravures sur bois, des eaux-fortes et des photographies. Son univers oscille entre l'abstraction et la figuration. 

### Conservation
- Beauvais, MUDO - Musée de l'Oise
  - Composition[11], dessin, 1969.
- Paris, CNAP
  - Aquatique[12], huile sur toile, avant 1967.
- Paris, musée d'Art moderne de Paris
  - Composition II[13], gouache encre et papier, 1963.
  - Draperie[14], gouache encre et papier, 1967.
  - Pour une ville inconnue[15], encre sur papier, c. 1968.
- Paris, musée national d'Art moderne
  - Composition sur fond vert[16], huile sur toile, 1959-1962.
  - Portrait-de-l'oiseau-qui-n'existe-pas[17], encre de chine sur papier, 1969

### Ouvrages illustrés
- Raymond Datheil, Nouvelles signatures, frontispice, José Corti, 1961.
- André Simoncini, Aube impalpable, frontispice, préface de Raymond Datheil, 1977.
- Vahé Godel, Poussières, frontispice, Saint-Germain-des-Prés, 1977.
- Raymond Datheil, Z. peint, couverture, A.-G. Nizet, 1979.
- Raymond Datheil, Signé sur le sable, illustrations, Saint-Benoît-sur-Loire, Renaissance de Fleury, 1982.